# Nacionalni park Canyonlands
Canyonlands ((hrv.)Zemlja kanjona) je jedan od 58 nacionalnih parkova smještenih na području Sjedinjenih Američkih Država.

## Zemljopisni podaci
Nacionalni park Canyonlands je smješten u okrugu Grand, u blizini grada Moab u američkoj saveznoj državi Utah. Rasprostire se na području od 1.366,21 km2, a sastoji se od brojnih kanjona izdubljenih djelovanjem rijeka Colorado i Green te njihovih pritoka. Park je prostorno podijeljen na četiri oblasti:
- Island in the Sky
- Needles
- Maze
- rijeke Colorado i Green

Ono što je zajedničko svim ovim dijelovima parka je pustinjski ugođaj, ali ipak je svaki od njih jedinstven na svoj način.
Osim kanjona u parku postoje i brojni lukovi nastali erozijom tla pod utjecajem dvaju rijeka i njihovih pritoka. Park je omiljeno izletište za planinare, bicikliste i avanturiste željne života u ovakvom krajoliku. Nacionalnim prakom ovo je područje proglašeno 12. rujna 1964. godine.

## Klima
Canyonlands ima pretežito pustinjsku klimu s velikim dnevnim i godišnjim temperaturnim razlikama. Ljeti temperatura prelazi preko 37°C, a zimi često pada ispod ništice. Noćna temperatura se ljeti spušta od 14 do 17°C. Ugrijani pijesak i stijene ispuštaju akumuliranu toplinu, no zbog niskog postotka vlage u zraku te nedostatka oblaka koji bi zadržali tu toplinu, zrak se vrlo brzo hladi.
| Klimatološki srednjaci za Nacionalni park Canyonlands      | Klimatološki srednjaci za Nacionalni park Canyonlands | Klimatološki srednjaci za Nacionalni park Canyonlands | Klimatološki srednjaci za Nacionalni park Canyonlands | Klimatološki srednjaci za Nacionalni park Canyonlands | Klimatološki srednjaci za Nacionalni park Canyonlands | Klimatološki srednjaci za Nacionalni park Canyonlands | Klimatološki srednjaci za Nacionalni park Canyonlands | Klimatološki srednjaci za Nacionalni park Canyonlands | Klimatološki srednjaci za Nacionalni park Canyonlands | Klimatološki srednjaci za Nacionalni park Canyonlands | Klimatološki srednjaci za Nacionalni park Canyonlands | Klimatološki srednjaci za Nacionalni park Canyonlands | Klimatološki srednjaci za Nacionalni park Canyonlands |
| mjesec                                                     | sij                                                   | velj                                                  | ožu                                                   | tra                                                   | svi                                                   | lip                                                   | srp                                                   | kol                                                   | ruj                                                   | lis                                                   | stu                                                   | pro                                                   | godina                                                |
| ---------------------------------------------------------- | ----------------------------------------------------- | ----------------------------------------------------- | ----------------------------------------------------- | ----------------------------------------------------- | ----------------------------------------------------- | ----------------------------------------------------- | ----------------------------------------------------- | ----------------------------------------------------- | ----------------------------------------------------- | ----------------------------------------------------- | ----------------------------------------------------- | ----------------------------------------------------- | ----------------------------------------------------- |
| srednji maksimum, °C                                       | 5,6                                                   | 11,1                                                  | 16,7                                                  | 22,2                                                  | 28,0                                                  | 33,9                                                  | 37,2                                                  | 35,8                                                  | 30,8                                                  | 23,7                                                  | 14,6                                                  | 7,3                                                   | 22,2                                                  |
| srednja dnevna temperatura, °C                             | −1,0                                                  | 3,7                                                   | 9,0                                                   | 13,9                                                  | 19,0                                                  | 24,1                                                  | 27,6                                                  | 26,5                                                  | 21,2                                                  | 14,3                                                  | 6,8                                                   | 0,7                                                   | 13,8                                                  |
| srednji minimum, °C                                        | −7,7                                                  | −3,6                                                  | 1,2                                                   | 5,5                                                   | 10,0                                                  | 14,2                                                  | 17,8                                                  | 17,1                                                  | 11,6                                                  | 4,8                                                   | −0,8                                                  | −5,8                                                  | 5,3                                                   |
| oborine, mm                                                | 14,1                                                  | 14,9                                                  | 20,4                                                  | 21,8                                                  | 17,8                                                  | 11,1                                                  | 17,0                                                  | 22,1                                                  | 18,7                                                  | 27,0                                                  | 16,6                                                  | 16,8                                                  | 219,4                                                 |
| Izvor: Worldclimate.com, podaci za razdoblje 1961. – 1990. |                                                       |                                                       |                                                       |                                                       |                                                       |                                                       |                                                       |                                                       |                                                       |                                                       |                                                       |                                                       |                                                       |

## Geologija
Nacionalni park Canyonlands ima bogatu geološku povijest a znastvenici ga drže pravim izlogom geologije. Iako je nacionalni park područje raznolikih ekosustava i bogate povijesti, razni geološki procesi su igrali najvažniji dio pri oblikovanju Canyonlandsa. Suha klima i rijetka vegetacija omogućuju izlaganje velikog prostranstva golih stijena i kanjona rijeka Colorado i Green te otkrivaju više od 300 milijuna godina geološke povijesti.
Canyonlands se nalazi unutar geološkog područja naziva ravan Colorada koja obuhvaća veliki dio kontinentalne kore, a stvaranje današnjih stijena erozijom je trajalo milijunima godina. Nakon povlačenja nekadašnjeg oceana ostale su debele naslage pijeska i morskog vapnenaca. Riječni sustavi rijeka Colorado i Green su odnosili ogromne količine sedimenta s erozivnih planinskih lanaca, poput planina iz kojih je nastao današnji Stjenjak, te ih odlagale u nizinama. Nekad zatrpani sediment pod pritiskom je stvarao današnje stijene koje su očvrsnule zbog utjecaja vode. Uzdizanje terena erozivnim djelovanjem riječnih tokova kroz desetak milijuna godina, dovelo je do današnjeg izgleda nacionalnog parka prepunog raznolikih kanjona, raznih lukova i litica, a taj proces erozije još uvijek traje.

## Biljni i životinjski svijet

### Biljni svijet
Rijetke pustinjske biljke duboko ukorijenjene u pustinjsko tlo imaju sposobnost održavanja u ovim ekstremnim pustinjskim uvjetima i jako malim količinama vode potrebne za njihov opstanak. Različite biljke imaju različit način opstanka. Višegodišnje biljke kao kaktusi akumuliraju vodu, juka pušta korijenje čak do 9 m dubine da bi dosegla podzemnu vlagu, neke biljke imaju svjetlo obojano lišće koje ima sposobnost odbijati sunčeve zrake i smanjiti gubitak vode. Neke biljke, poput mahovine u nedostatku vode presuše, ali pojavom vlage ožive i vrlo brzo ozelene. Mahovina se, osim toga, prilagodila na način da raste u sjenama drugih biljaka i tako zadržava vlagu.
Godišnje biljke rastu i cvjetaju isključivo nakon kiše, a odmah se i razmnožavaju izbacujući sjemenje koje čeka novu kišu da bi obnovilo ovaj ciklus.

### Životinjski svijet
I životinje poput biljaka imaju svaka svoj način prilagodbe surovim pustinjskim uvjetima. Gušteri i zmije preko dana traže zaklon u pukotinama stijena, a noću izlaze i love. Jedna vrsta zeca također preko dana traži zaklon u hladovini. Za velikih vrućina svoje dugačke uši položi na leđa. Vrućina širi krvne sudove u ušima pa se zec na taj način rješava toppline iz svog tijela i hladi ga.
Neke životinje poput jelen mazgara ili muflona imaju snažno građena tijela, prilagođena dugim hodnjama u potrazi za pitkom vodom. Vodu pronalaze na rijetkim izvorima, ali i u rijekama Colorado i Green te u pukotinama stijena u kojima se zadržava kišnica. Vodu također pronalaze i u biljkama kojim se hrane.
Grabežljivci poput kojota ili risa vodu pronalaze kao i preživači ali i u mesu životinja kojima se hrane. Ptice i veći sisavci se od vrućina brane dahtanjem kojim izbacuju toplinu iz svojih tijela.

## Ostali projekti
|  | Zajednički poslužitelj ima stranicu o temi Nacionalni park Canyonlands    |
|  | Zajednički poslužitelj ima još gradiva o temi Nacionalni park Canyonlands |

## Vanjske poveznice
- http://www.canyonlands.national-park.com/  Arhivirana inačica izvorne stranice od 3. veljače 2010. (Wayback Machine)
- Canyonlands National Park - Utah National Parks (engl.)  Arhivirana inačica izvorne stranice od 12. ožujka 2010. (Wayback Machine)
- American suothwest - Canyonlands National Park (engl.)
- http://www.infowest.com/Utah/canyonlands/canyonpark.html  Arhivirana inačica izvorne stranice od 28. srpnja 2009. (Wayback Machine)

## Galerija
- Lokacijska mapa nacionalnog parka Canyonlands
- Veliki zapadni kanjon
- Luk Druid u oblasti Needles
- Luk Mesa u Nacionalnom parku Canyonlands